# Thomas Haffenecker
Thomas Haffenecker (* 20. Mai 1669 in Haldensee, Tirol; † 16. November 1730 in Prag) war ein Tiroler Baumeister des Barocks, der als kaiserlicher Hofbaumeister in Böhmen wirkte.
Thomas Haffenecker entstammte einer Tiroler Baumeisterfamilie und ist der Vater von Anton Haffenecker. Ab 1711 arbeitete er in Prag mit Christoph Dientzenhofer und später auch mit dessen Sohn Kilian Ignaz Dientzenhofer zusammen. Haffenecker erhielt 1707 die Bürgerrechte in der Prager Kleinseite. Er entwarf zahlreiche Pläne für Sakralbauten, die zum großen Teil nach seinem Tode realisiert wurden.

## Werke

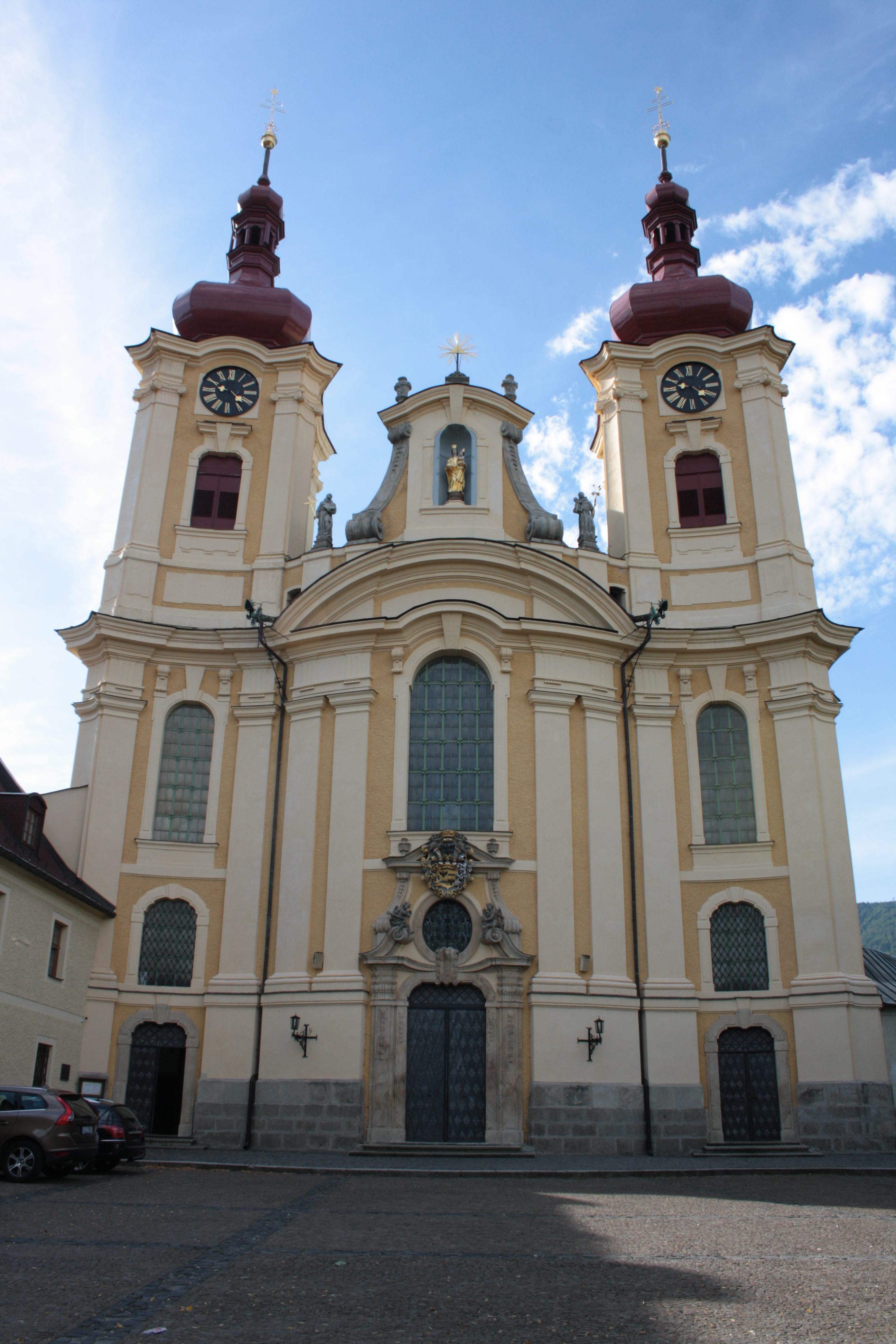
Kirche Maria Heimsuchung in Haindorf

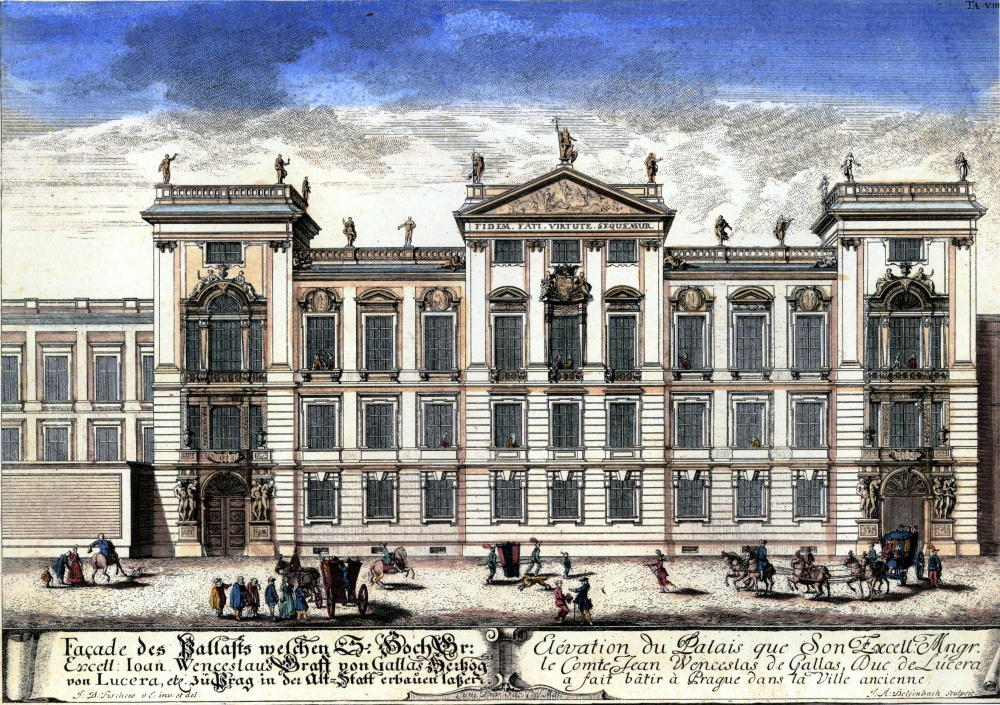
Clam-Gallas Palais, Vollendung Thomas Haffenecker

- Umbau des Jesuiten-Gymnasiums auf der Prager Kleinseite, gemeinsam mit Christoph Dientzenhofer, vollendet durch Kilian Ignaz Dientzenhofer
- barocke Umgestaltung der Klosterkirche Mariä Geburt im Kloster Doksany, ca. 1710–1729
- Projekt für den Umbau des Schlosses Manětín nach dem Brand von 1712, 1712–1715, realisiert nach seinem Tode durch den Polier Johann Georg Hess aus Reutte
- Pläne für die Kirche St. Maria Magdalena in Lázně Bohdaneč, 1715 realisiert
- Pläne für den Umbau der Kirche in Moravany, 1728
- Pläne für den Umbau der Kirche in Holice, 1729, realisiert 1736–1739 nach seinem Tode
- Pläne für den Umbau der Kirche in Vysoké Chvojno, 1729
- Umbau des Schwarzenberg-Palais auf dem Hradschin in Fortsetzung der Arbeiten von Marcantonio Canevalle. Die Vollendung erfolgte durch Anton Erhard Martinelli.
- Umbau des Prämonstratenserkloster Strahov auf dem Hradschin
- Pläne für den Umbau der Kirche Johannes des Täufers in Mýto
- Klosterkirche St. Josef des Paulinerklosters in Obořiště, 1702–1711
- Klosterkirche Mariä Himmelfahrt in Nová Paka, 1709–1724
- Pläne für den barocken Umbau der Kirche Jakobus des Älteren in Kunratice bei Prag, realisiert nach seinem Tode zwischen 1730 und 1736
- Vollendung des Palais Clam-Gallas in der Prager Altstadt nach den Plänen von Johann Bernhard Fischer von Erlach, 1714–1718
- barockes Pfarrhaus in Mýto, erbaut 1726 – 1727
- barocke Wallfahrtskirche Maria Heimsuchung in Hejnice, 1722–1729
- barocke Wallfahrtskirche der Jungfrau Maria in Sepekov, errichtet nach seinem Tode 1730 – 1733